# 九龙江

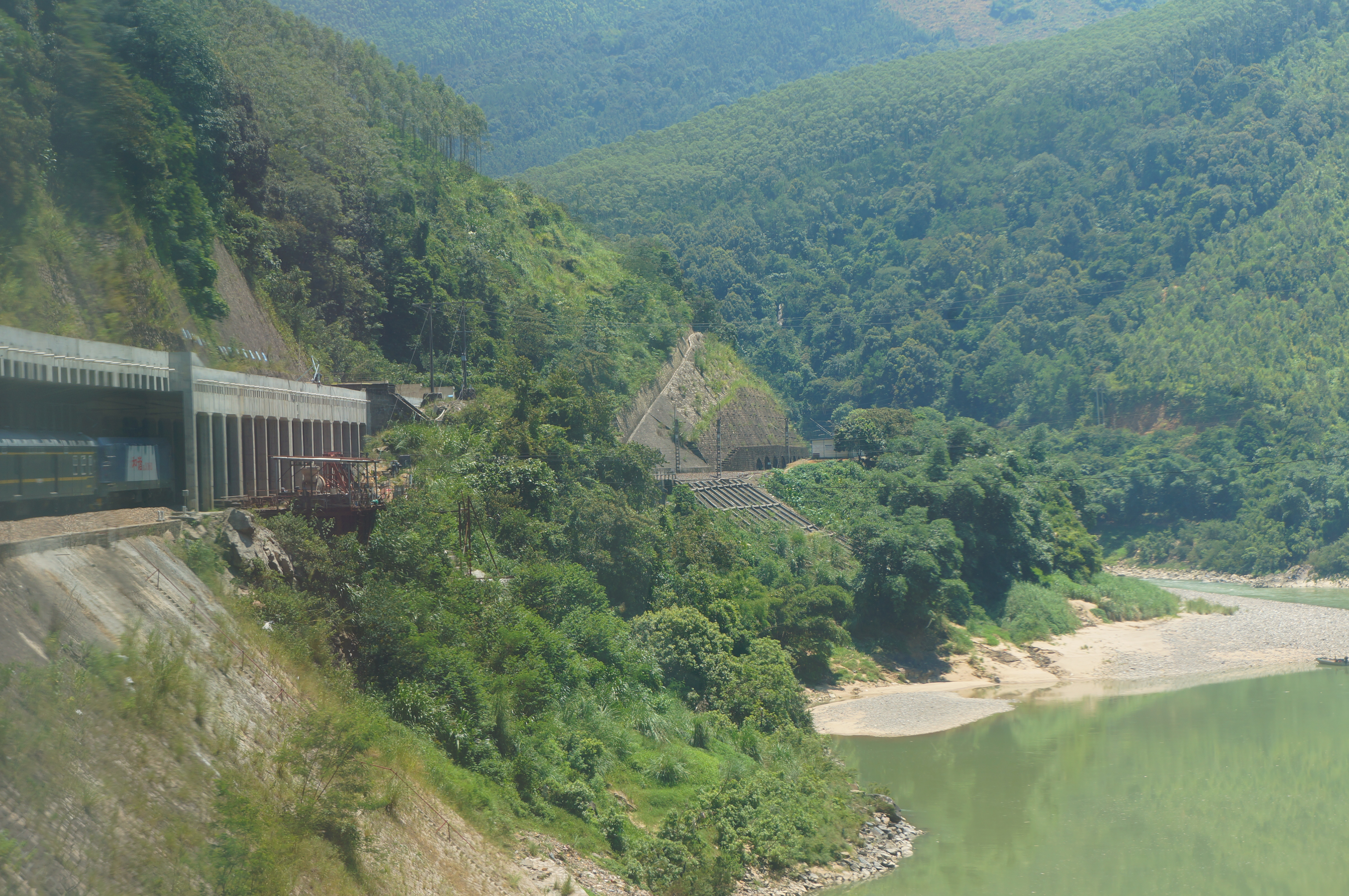
鹰厦铁路南段与九龙江并行

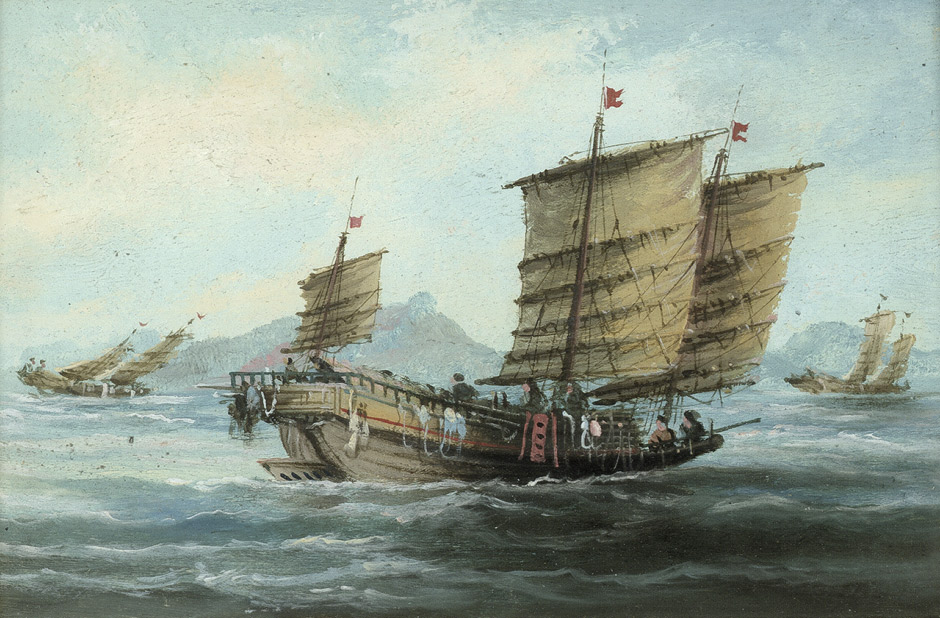
1850年九龙江油畫

九龍江是中國福建第二大河，閩南第一大河。發源於龍岩市。長258公里，流域面積1.47萬平方公里。由北溪、西溪两大支流及南溪组成，其出海口位於廈門、金門一帶，其中位於出海口南岸的漳州月港乃明朝海禁時期，明政府認定的四大走私港之一。

## 水系
- 北溪
- 西溪
- 南溪